# Glican
Termenii glican și polizaharidă sunt definiți de IUPAC ca sinonime, făcând referire la „compuși formați dintr-un număr mare de monozaharide legate glicozidic”. Cu toate acestea, în practică, termenul glican poate fi utilizat și pentru a face referire la porțiunea glucidică dintr-un glicoconjugat, cum ar fi o glicoproteină, o glicolipidă sau un proteoglican, chiar dacă carbohidratul este doar o oligozaharidă. Glicanii constau, de obicei, numai din legături O-glicozidice ale monozaharidelor. De exemplu, celuloza este un glican (sau, mai precis, un glucan) compus din unități de D-glucoză legate β-1,4, iar chitina este un glican compus din unități de N-acetil-D-glucozamină cu legătură β-1,4. Glicanii pot fi homo- sau heteropolimeri formați din reziduuri de monozaharide și pot fi liniari sau ramificați.